# 迷齿亚纲
迷齿亚纲（學名：Labyrinthodontia）為兩棲綱之下已滅絕的一支，見於泥盆紀後期或石炭紀早期，興盛於石炭紀至二疊紀。舊屬堅頭類，現時重成分類作迷齿亚纲。因牙齒基部，包圍齒髓腔的琺瑯質和齒質，形成複雜如迷路的褶襞而得名。主要為水棲或半水棲。
由于并不构成单系群，许多研究者已经放弃了该术语。然而，至少有些研究者仍然使用该术语以概括广义的两栖纲。
包括三目：
- 魚被目 Ichthyostegalia
- 斷椎目 Temnospondyli
- 石炭蜥目 Anthracosauria